# Dreamstate
Dreamstate – czwarty album studyjny walijskiej kompozytorki Kelly Lee Owens, wydany 18 października 2024 roku nakładem wytwórni dh2 jako płyta winylowa.
Jest pierwszym albumem Owens zrealizowanym dla wytwórni dh2. Doszedł do 2. miejsca na UK Dance Albums.

## Album

### Historia
W 2024 roku Kelly Lee Owens podpisała kontrakt z dh2, elektronicznym imprintem wytwórni Dirty Hit. Jej pierwszy album zrealizowany dla tej wytwórni, Dreamstate, był owocem współpracy z Bicepem, Tomem Rowlandsem z The Chemical Brothers i George’em Danielem, perkusistą zespołu The 1975. Swoje przejście z norweskiej, niezależnej wytwórni Smalltown Supersound do dh2 Owens skomentowała w wywiadzie dla magazynu Billboard: „To wygląda jak początek nowej fazy. Nowy zespół wydawał się odpowiedni. Jestem wdzięczna za przeszłość i teraźniejszość, ale jestem podekscytowana przyszłością, ponieważ naprawdę wierzę, że dh2 rzeczywiście pokaże światu świetną muzykę taneczną”. Wskazała na swoje idolki, Björk i Kate Bush jako artystki, które odniosły sukces: „To było coś, co w tym momencie mojej kariery czułam, że chcę i co więcej, czego potrzebuję”. Stwierdziła przy tym, że Dreamstate czerpie z niektórych twórczych doświadczeń z jej dzieciństwa podkreślając: „Nie ma rozdziału między moim życiem osobistym a tym, co robię, czyli muzyką, i to jest coś wszechogarniającego”. Mówiąc o inspiracjach Dreamstate wspomniała też o roli innych artystów, w tym swój udział w północnoamerykańskiej trasie koncertowej zespołu Depeche Mode, Memento Mori oraz wspólny występ z narzeczoną George’a Daniela, Charli XCX w jej koncercie Boiler Room na Ibizie.
O ile na albumie Inner Song Owens stworzyła przestrzeń między głuchym łoskotem techno, a melodyjną transcendencją popu, to na swojej nowej płycie rozciągnęła ją dalej w obu kierunkach, a także w kierunku widocznych, wrażliwych ballad. Była zdeterminowana, aby – jak wyjaśniła w wywiadzie dla Rolling Stone UK, „tworzyć sztukę, którą chce tworzyć moja dusza”, i podążać „ścieżką i energią”, którą czuła, jakby przychodziła do niej z wyższego miejsca.
Album zwiastowały trzy single: „Sunshine”, „Love You Got” i „Higher”. „Love You Got” został udostępniony wraz z nowym teledyskiem wyreżyserowanym przez Samuela Bradleya. Według słów Owens utwór ten „narodził się z ciekawości odkrywania mojej własnej wewnętrznej euforii i równoważenia w sobie ciemności i światła, aby znaleźć ostateczną radość w połączeniu z innymi”.

### Lista utworów
Lista według Discogs:
| A1. | Dark Angel muzyka, produkcja: Kelly Lee Owens, Oli Bayston dodatkowa produkcja: George Daniel | 4:02  |
|     | |       |
| A2. | Dreamstate muzyka: Kelly Lee Owens, Oli Bayston, George Daniel teksty i wokalizy: Kelly Lee Owens produkcja: Kelly Lee Owens, Oli Bayston, George Daniel dodatkowa aranżacja: George Daniel                                                                              | 5:30  |
|     | |       |
| A3. | Love You Got muzyka: Kelly Lee Owens, Philip von Boch Scully, Micah Gordon teksty i wokalizy: Kelly Lee Owens produkcja: Kelly Lee Owens, von Boch dodatkowa produkcja: Oli Bayston i George Daniel                                                                      | 4:32  |
|     | |       |
| A4. | Higher muzyka: Kelly Lee Owens, Philip von Boch Scully, Micah Gordon teksty i wokalizy: Kelly Lee Owens produkcja: Kelly Lee Owens, von Boch dodatkowa produkcja: Oli Bayston i George Daniel                                                                            | 3:38  |
|     | |       |
| A5. | Rise muzyka: Kelly Lee Owens, Andrew Ferguson, Matthew McBriar teksty i wokalizy: Kelly Lee Owens produkcja: Kelly Lee Owens, Andrew Ferguson, Matthew McBriar produkcja dodatkowa: Oli Bayston produkcja wokalna: George Daniel                                         | 4:21  |
|     | |       |
| B1. | Ballad (In The End) muzyka i produkcja: Tom Rowlands, Kelly Lee Owens teksty i wokalizy: Kelly Lee Owens muzyka na smyczki: Kelly Lee Owens produkcja dodatkowa: George Daniel, Oli Bayston wykonanie partii smyczków: Raven Bush                                        | 4:27  |
|     | |       |
| B2. | Sunshine muzyka: Kelly Lee Owens, James Greenwood i George Daniel produkcja: Kelly Lee Owens, James Greenwood produkcja dodatkowa: Oli Baysston i George Daniel | 3:43  |
|     | |       |
| B3. | Air muzyka: Kelly Lee Owens, Philip von Boch Scully, Micah Gordon teksty i wokalizy: Kelly Lee Owens produkcja: Kelly Lee Owens, von Boch dodatkowa produkcja: Oli Bayston i George Daniel                                                                               | 5:04  |
|     | |       |
| B4. | Time To muzyka: Kelly Lee Owens i Oli Bayston teksty i wokalizy: Kelly Lee Owens produkcja: Kelly Lee Owens i Oli Bayston produkcja dodatkowa: George Daniel | 3:52  |
|     | |       |
| B5. | Trust & Desire muzyka: Kelly Lee Owens, Philip von Boch Scully, Micah Gordon teksty i wokalizy: Kelly Lee Owens muzyka na smyczki, dźwiękowy design: Kelly Lee Owens produkcja: Kelly Lee Owens produkcja dodatkowa: George Daniel wykonanie partii smyczków: Raven Bush | 4:49  |
|     | |       |
|     | | 43:58 |
|     | |       |

### Informacje
- Cherish Kaya, George Daniel – A&R
- Samuel Burgess-Johnson – design
- Sam Pringle, Twiggy Rowley – management
- Matt Colton – mastering
- Amy Ratcliffe, Grace Banks, David Wrench – miksowanie
- Samuel Bradley – zdjęcie

## Odbiór

### Opinie krytyków
| Oceny łączne      | Oceny łączne |
| Publikacja        | Ocena        |
| ----------------- | ------------ |
| Album of the Year | 74/100       |
| AnyDecentMusic?   | 7.1/10       |
| Metacritic        | 77/100       |
| Recenzje          |              |
| Publikacja        | Ocena        |
| AllMusic          | [ 9 ]        |
| Clash             | 7/10         |
| Far Out Magazine  | [ 11 ]       |
| The Guardian      | [ 12 ]       |
| Musikexpress      | [ 13 ]       |
| NME               | [ 14 ]       |
| Pitchfork         | 7.6/10       |
| PopMatters        | 8/10         |
| The Skinny        | [ 17 ]       |
| Slant Magazine    | [ 18 ]       |

Album otrzymał średnią ocenę 74 na 100 na podstawie 10 recenzji krytycznych w zestawieniu Album of the Year, 7.1 na 10 na podstawie 10 recenzji w zestawieniu AnyDecentMusic? oraz 77 na 100 na podstawie 9 recenzji w podsumowaniu Metacritic.
Tom Morgan z magazynu NME dał albumowi maksymalną ocenę stwierdzając: „Czwarty album walijskiej autorki muzyki elektronicznej Kelly Lee Owens to klasa mistrzowska w zabutelkowaniu tego silnego uczucia: emocjonalnego i potencjalnie zmieniającego życie doświadczenia utraty siebie pośród rozproszonych kończyn i niebiańskich świateł”. Owens, jego zdaniem, rozumie, że „emocje są tym, co naprawdę sprawia, że ten gatunek [muzyka taneczna] funkcjonuje. Powinieneś czuć błogość, ekstazę, zachwyt, miłość i zawrotne uniesienie”. Recenzent podkreśla produkcję, która „posiada fakturę światła przebijającego się przez chmury”. Spośród utworów wyróżnił „Trust & Desire”. Dreamstate jest, w jego opinii „kompletnym i donośnym sukcesem, oferując jedną z najbardziej wciągających emocjonalnie kolekcji muzyki elektronicznej.
W opinii Michaela Prennera z magazynu Musikexpress „Pomiędzy Jonem Hopkinsem, Caribou a Four Tet Kelly Lee Owens tworzy parkietowy album przepełniony intymnymi uczuciami. Hipnotyczny i euforyczny jednocześnie”.
Alexis Petridis z dziennika The Guardian ocenia, że Owens „wykorzystuje swoje specyficzne cechy bardziej subtelnie niż wcześniej. Rezultaty wydają się popowe, bez uciekania się do pop-dance’owych klisz. Zamiast nakładać standardową strukturę utworu na klubowe rytmy, jej utwory obierają bardziej holistyczną i angażującą trasę, skupiając się na hipnotycznych, bez końca powtarzanych pojedynczych liniach wokalnych, pozwalając muzyce wznosić się i zmieniać wokół nich, polegając na zmianach akordów i melodyjnych instrumentalnych haczykach zamiast dużych refrenów”. Podsumowując autor stwierdza, że Dreamstate „w dużej mierze osiąga swoje wielofunkcyjne cele. Nie jest jasne, czy może zmienić Owens w prawdziwą gwiazdę popu, ale być może nie o to chodzi: w końcu, biorąc pod uwagę jej wcześniejszą formę, kontynuacja najprawdopodobniej będzie zupełnie inna”.
Igor Bannikov z magazynu PopMatters twierdzi, że  „Po bardziej minimalistycznych i akademickich pierwszych trzech płytach Owens robi, co może, aby dokonać tej zmiany, kładąc nacisk na swój głos i radosne rytmy. W swoim czwartym pełnometrażowym przedsięwzięciu Kelly Lee Owens zaprasza nas do realizacji naszych marzeń, a może nawet do zrobienia tego razem”.
Według Paula Simpsona z AllMusic Dreamstate, „choć równie atmosferyczny i eteryczny jak poprzednie dokonania Owens, wydaje się czerpać więcej z progresywnego house’u i trance’u niż ambientu i muzyki eksperymentalnej”. Album „sprawia wrażenie, jakby Owens próbowała osiągnąć sukces na miarę Peggy Gou i choć zawiera trochę wartościowego materiału, to w ogólnym rozrachunku nie wypada najlepiej”.
Zdaniem Harry’ego Tafoyi z magazynu Pitchfork „wiele utworów na tej płycie to masywne i błyszczące techno-behemoty. „Sunshine”, „Dark Angel” i „Air” wznoszą się i opadają nad genialnie wielobarwnymi syntezatorami, zbierając i załamując światło niczym wieżowce na tle zachodzącego słońca”. Dreamstate to – według niego – „również doskonały pokaz głosu Owens”, który na tej płycie jest „potężnie umieszczony na pierwszym planie”. Za najbardziej udany autor uważa utwór „Ballad (In the End)” z udziałem The Chemical Brothers, natomiast w innych dostrzega niedociągnięcia kompozytorskie i tekstowe. „Jednak pomimo tych drobnych problemów Dreamstate wydaje się ekscytującym krokiem naprzód” – podsumowuje na zakończenie. 
W opinii Billa Pearisa z magazynu BrooklynVegan Dreamstate „wydaje się być próbą podniesienia poziomu, ale jest to naturalny postęp, a nie popowy zwrot na liście przebojów”. Zarazem jest to album, który „ma najlepszy flow ze wszystkich płyt Owens”.
„Album jest na przemian wyrazisty i niejasno naszkicowany” – uważa Nick Seip ze Slant Magazine.
Zbliżoną opinię przedstawiła Elle Palmer z Far Out Magazine. Według niej album jest odrobinę bardziej niespójny w słuchaniu niż niektóre wcześniejszych wydawnictw Owens. „Taneczne, gotowe do remiksu utwory są zestawione z utworami pełnymi delikatnych smyczków i klawiszy, podczas gdy wokal Owensa przemyka między tymi eterycznymi zawodzeniami i dopracowanymi popowymi refrenami”. Natomiast „najbardziej dopracowane utwory na Dreamstate to te, w których Owens skłania się ku eksperymentom z ambientem, pozwalając swojemu wokalowi i produkcji swobodnie wędrować, zamiast ograniczać je do klubu” Jako przykład podała „Time & Desire”.

### Listy tygodniowe
| Kraj            | Lista                 | Pozycja |
| --------------- | --------------------- | ------- |
| Szkocja         | Scottish Albums Chart | 25      |
| Wielka Brytania | UK Dance Albums       | 2       |
| Wielka Brytania | UK Downloads Albums   | 5       |
| Wielka Brytania | UK Independent Albums | 5       |

### Klasyfikacje
| Miejsce | Lista                        | Publikacja     | Źródło |
| ------- | ---------------------------- | -------------- | ------ |
| 29      | The best albums of 2024      | The Forty-Five | [ 24 ] |
| 43      | Highest Rated Albums of 2024 | NME            | [ 25 ] |
| 44      | The 50 best albums of 2024   | The Fader      | [ 26 ] |
| 46      | Albums Of The Year 2024      | Clash          | [ 27 ] |
| 65      | The 80 Best Albums of 2024   | PopMatters     | [ 28 ] |

#### Wyróżnienia bez podanego miejsca
- Top Albums of 2024 DJ Magazine[29]
- 24 best albums of 2024 Rolling Stone UK[30]
- The Best Albums Of 2024 Uproxx[31]